# Filadelfia, Vibo Valentia
Filadelfia este o comună de 5.684 de locuitori, în regiunea Calabria, în provincia Vibo Valentia, Italia, cu o populație de 4.967 locuitori (1 ianuarie 2023) și o suprafață de 30 km².

Localizarea în provincia Vibo Valentia

## Demografie
Filadelfia - evoluția demografică

|  | Graficele sunt indisponibile din cauza unor probleme tehnice. Mai multe informații se găsesc la Phabricator și la wiki-ul MediaWiki. |

Date: Recensăminte sau birourile de statistică - grafică realizată de Wikipedia

1. ↑  Superficie di Comuni Province e Regioni italiane al 9 ottobre 2011 (în italiană), Istituto Nazionale di Statistica, accesat în 16 martie 2019
2. ↑   https://demo.istat.it/?l=it Lipsește sau este vid: |title= (ajutor)